# Elezioni legislative nei Paesi Bassi del 1972
Le elezioni legislative nei Paesi Bassi del 1972 si tennero il 29 novembre per il rinnovo della Tweede Kamer, in seguito alla caduta del governo guidato da Barend Biesheuvel. Il Partito del Lavoro (Paesi Bassi) risultò nuovamente il più votato, e avrebbe dato luogo a un governo di coalizione con il Partito Popolare Cattolico, il Partito Anti-Rivoluzionario, il Partito Politico dei Radicali e i Democratici 66, con Joop den Uyl come ministro-presidente.

## Risultati
| Liste                                           | Voti      | %     | Seggi |
| ----------------------------------------------- | --------- | ----- | ----- |
| Partito del Lavoro                              | 2 021 454 | 27,34 | 43    |
| Partito Popolare Cattolico                      | 1 305 401 | 17,65 | 27    |
| Partito Popolare per la Libertà e la Democrazia | 1 068 375 | 14,45 | 22    |
| Partito Anti-Rivoluzionario                     | 653 609   | 8,84  | 14    |
| Partito Politico dei Radicali                   | 354 829   | 4,80  | 7     |
| Unione Cristiana-Storica                        | 354 463   | 4,79  | 7     |
| Partito Comunista dei Paesi Bassi               | 330 398   | 4,47  | 7     |
| Democratici 66                                  | 307 048   | 4,15  | 6     |
| Socialisti Democratici '70                      | 304 714   | 4,12  | 6     |
| Partito Politico Riformato                      | 163 114   | 2,21  | 3     |
| Partito dei Contadini                           | 143 239   | 1,94  | 3     |
| Alleanza Politica Riformata                     | 131 236   | 1,77  | 2     |
| Partito Pacifista-Socialista                    | 111 262   | 1,50  | 2     |
| Partito Cattolico Romano                        | 67 658    | 0,92  | 1     |
| Partito Democratico di Mezzo                    | 41 262    | 0,56  | –     |
| Partito della Classe Media dei Paesi Bassi      | 32 970    | 0,45  | –     |
| Lista Stam                                      | 1 547     | 0,02  | –     |
| Partito della Destra                            | 656       | 0,01  | –     |
| Azione contro la Carenza di Alloggi             | 574       | 0,01  | –     |
| Nuovo Partito Romano                            | 236       | 0,00  | –     |
| Totale                                          | 7 394 045 | 100   | 150   |